# 2006 en sports équestres
Chronologie des sports équestres
- 2005 en sports équestres - 2006 en sports équestres - 2007 en sports équestres

Cet article présente les faits marquants de l'année 2006 en sports équestres.

## Événements

### Avril
- 30 avril 2006 : le cavalier allemand Marcus Ehning sur Sandro Boy remporte la finale de la Coupe du monde de saut d'obstacles 2005-2006 à Kuala Lumpur (Malaisie)[1].

### Juin
- 22 juin au 25 juin 2006 : CSIO 5* de Rotterdam (Pays-Bas). Marcus Ehning remporte le Grand Prix[2].
- 23 juin au 25 juin 2006 : Championnat de France de voltige au Mans. Chez les hommes, Matthias Lang remporte le titre devant Nicolas Andréani. Chez les femmes, Maurine Weber s'empare du titre devant Maud Bousignac-Dumont[3].

### Juillet
- 30 juin au 2 juillet 2006 : William Funnell remporte le Derby d'Hickstead (Royaume-Uni)[4].
- 1er juillet 2006 : Franck Lance remporte le CEI 3* de Florac (France)[5].
- 14 juillet 2006 : Championnat de France d'endurance (CEI 3*) à Saint-Galmier. Jack Bégaud remporte le titre national[6].

### Août
- 20 août au 3 septembre 2006 : les Jeux équestres mondiaux de 2006 se sont déroulées à Aix-la-Chapelle en Allemagne[7].

### Septembre
- 17 septembre 2006 : au terme de la dernière épreuve à Barcelone (Espagne), l'équipe allemande remporte la Coupe des nations de saut d'obstacles 2006[8]

### Décembre
- 13 au 14 décembre 2006 : les épreuves d'équitation aux Jeux asiatiques de 2006 se sont déroulées à Doha au Qatar.